# Mamestra distincta
Mamestra distincta är en fjärilsart som beskrevs av Heinrich 1923. Mamestra distincta ingår i släktet Mamestra och familjen nattflyn. Inga underarter finns listade i Catalogue of Life.